# Мокино (Советский район)
Мокино — село в Советском районе Кировской области, административный центр Мокинского сельского поселения. 

## География
Находится на расстоянии примерно 19 километров по прямой на юго-восток от районного центра города Советск.

## История
Известно с 1810 года как починок Мокин, где проживало 39 душ. В 1846 году крестьяне починка Мокин на мирском сходе решают селение преобразовать в село и назвать его Троицкое. В 1862-1869 построена Троицкая церковь. В 1873 учтено было дворов 30 и жителей 275, в 1905 59 и 418, в 1926 93 и 397, в 1950 45 и 189, в 1989 году проживало 576. Настоящее название закрепилось с 1939 года.

## Население
Постоянное население составляло 502 человека (русские 99%) в 2002 году, 437 в 2010.